# Несповідимі шляхи Господні

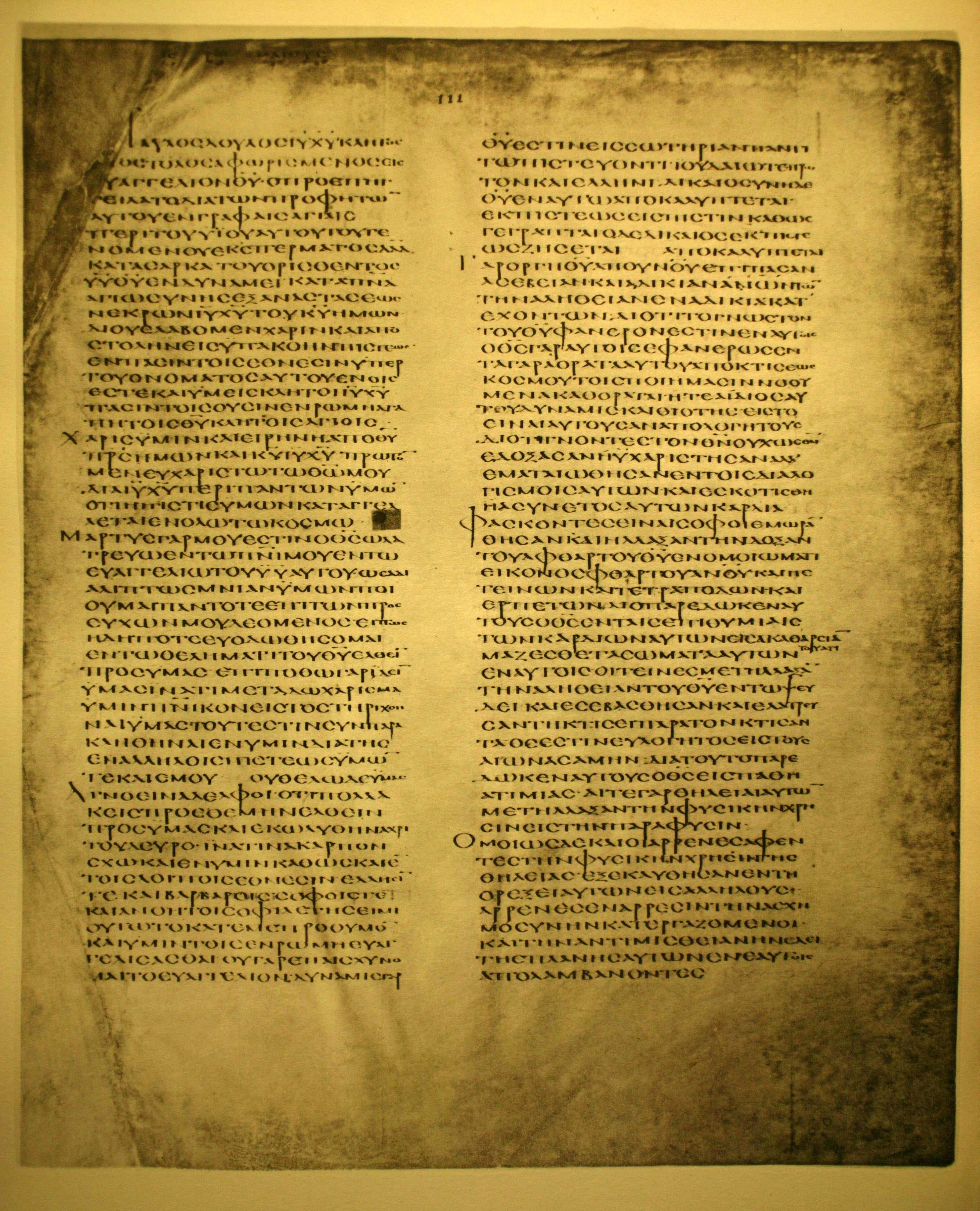
Фрагмент з Послання до Римлян в Александрійському кодексі

Шляхи́ Госпо́дні несповіди́мі або Несповіди́мі шляхи́ Госпо́дні (несповідимі — які не піддаються з'ясуванню, також зустрічається незбагненні, непрослідні, недослідимі, Новий Завіт, Послання апостола Павла до Римлян, 11:33) — крилата фраза з Біблії, алегорично виражає непередбачуваності долі, неможливості передбачити все на своєму життєвому шляху, наміченому Богом і т. д.
Фраза є цитатою з Біблії, а саме з «Послання до Римлян» — листа апостола Павла до римських церков, метою якого було проголосити славу Ісуса Христа. Зі слів Павла, Задум Божий стосовно порятунку усіх людей розкриває безмежні знання Бога і його спроможність користуватися ними мудро. Бог об'явив деякі свої «незбагненні постанови і недослідимі дороги», щоб люди могли їх знати, але осягнути абсолютно все вони ніколи не зможуть. Слово «недослідимі» є перекладом до слова «анексічніастоі», яке означає «те, що неможливо вистежити по слідах». У Новому Завіті це слово зустрічається ще лиш один раз, у 3:8, де його перекладено як «незбагненне» або «недослідиме» щодо багатства Христа.

## Переклади
|                                            | «О, яка незрівнянно велика щедрість Божа! Яке багатство знань, яка глибока мудрість Його! Які непередбачені судження і незбагненні шляхи Його!» |
| — Переклад «Свята Біблія: Сучасною мовою», | |

|                                  | «О глибино багатства, і премудрості, і знання Божого! які недовідомі присуди Його, і недосліджені дороги Його!» |
| — Переклад Біблії Івана Огієнка, | |

|                                        | «О глибино багацтва і премудрости і розуму Божого! Як не поняті його суди і непрослідні його дороги!» |
| — Переклад Біблії Ярослава Левицького, | |

## Схожі вирази
У біблійній «Книзі Йова» друг Еліга нарікає Йову на його нездатність зрозуміти сутності його випробування — «Ось у цьому ти не справедливий! Відповім я тобі, бо більший же Бог за людину! Чого Ти із Ним сперечаєшся, що про всі Свої справи Він відповіді не дає?»  — маючи на увазі, що коли ми думаємо, чому певна подія сталася, аналізуємо, то судимо з погляду своєї, людської психіки, виходячи зі свого людського бачення, своєї людської здатності зрозуміти що-небудь, але реальну причину того, що відбувається, ми часто не можемо зрозуміти протягом довгого часу, а іноді й взагалі не розуміємо до самої смерті, бо просто не здатні зрозуміти. Шляхи Господні несповідимі, тобто його задуми просто вище людського розуміння.